# Bumper Boat

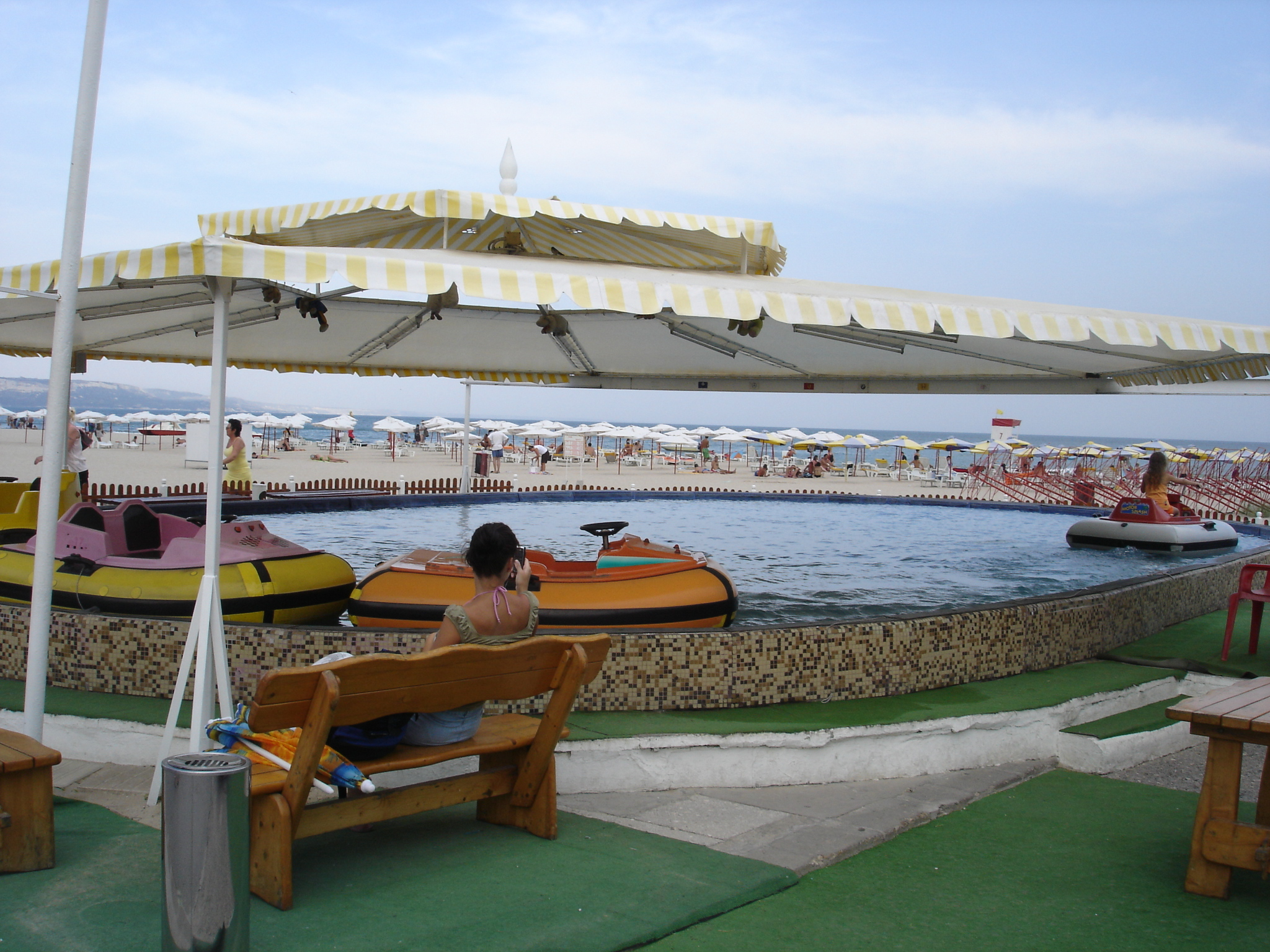
Bumper Boats in Bulgarien

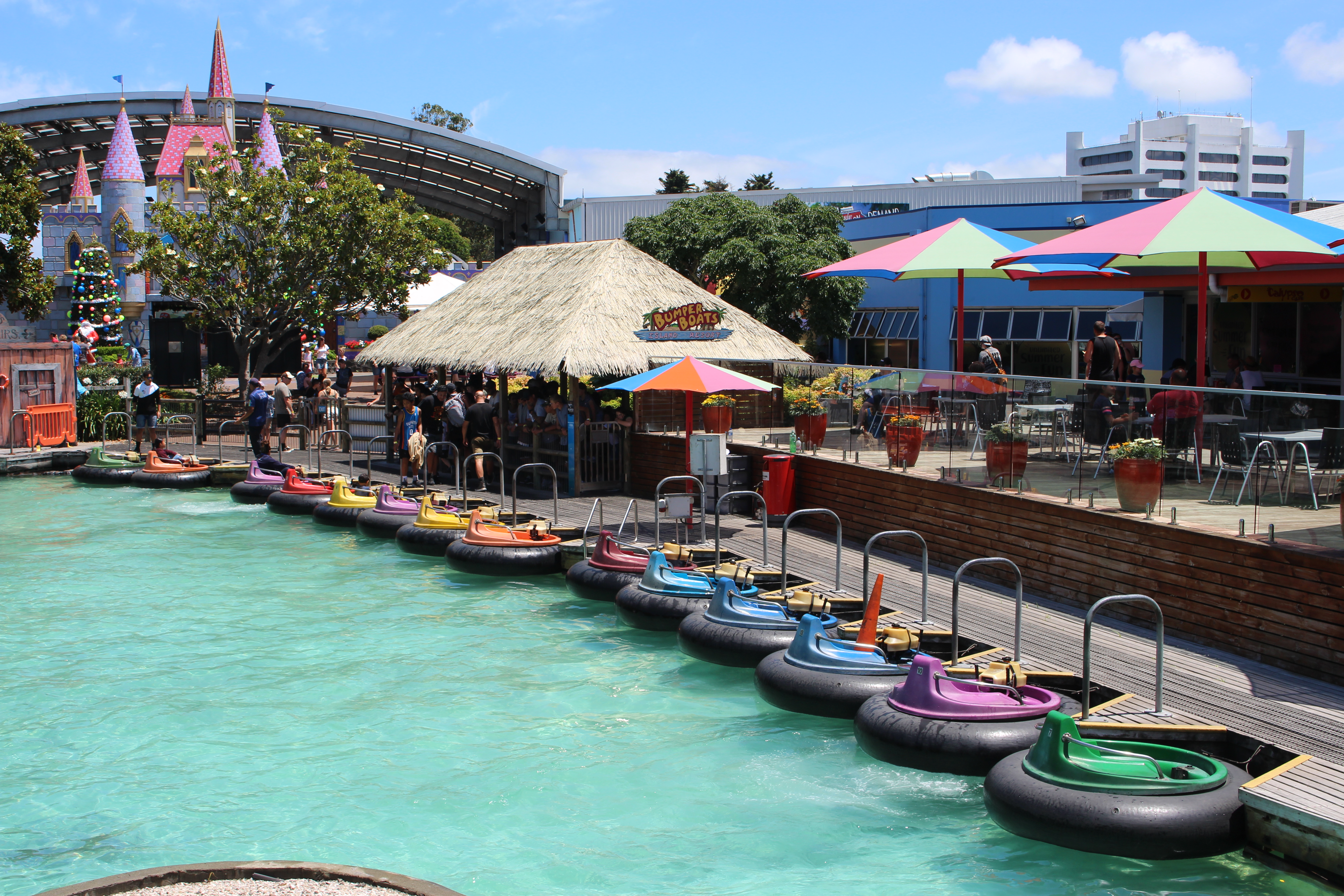
Rainbow's End Themenpark (Auckland, Neuseeland)

Bumper Boats sind Fahrgeschäfte in einem Vergnügungspark, bei denen schlauchförmige Wasserfahrzeuge verwendet werden, die vom Fahrer gelenkt werden können. Einige werden von Elektromotoren angetrieben, andere von Benzinmotoren, und einige erfordern, dass der Fahrer das Fahrzeug durch Treten antreibt. Die meisten sind mit Wasserpistolen für Duelle mit anderen Fahrern ausgestattet. Bumper Boat-Attraktionen finden sich häufig an Orten wie Vergnügungsparks, Karnevalen, Familienspaßzentrum, Jahrmärkten und Themenparks.

## Beschreibung
Bumper Boats sind ein Fahrgeschäft, bei der die Leute kleine Boote in einem Pool oder Teich fahren und versuchen, zum Spaß ineinander zu krachen. In einer Patentanmeldung bezüglich der Fahrt schrieb der Erfinder: „Einer der Reize beim Betrieb von Vergnügungsparkbooten dieses Typs besteht darin, Kollisionen mit anderen ähnlichen Booten innerhalb eines relativ begrenzten Pools zu verursachen.“ Die kleinen Boote können ein oder zwei Personen aufnehmen und haben übergroße Kotflügel, die einem großen Traktorreifenschlauch ähneln. Die Boote werden entweder mit Elektro- oder Benzinmotoren angetrieben.

## Erfindung des Bumper Boat
Edward A. Morgan, Mitbegründer des Vergnügungspark-Fahrgeschäftsherstellers Arrow Development Company, erfand in den frühen 1970er Jahren Bumper Boats. Morgan meldete 1972 ein US-Patent für die Fahrt an. Die US-Regierung erteilte das Patent 1974. Dieses enthält detaillierte Konstruktions- und Konstruktionsrichtlinien, darunter eine Höchstgeschwindigkeit von vier Meilen pro Stunde und kreisförmige Stoßdämpfer um das Boot herum, um die Fahrer zu schützen.

## Geschichte
Bumper Boats ähneln im Konzept den viel älteren und allgegenwärtigeren Autoscootern. Wie bei den Bumper Boats besteht der Sinn von Bumper Cars darin, mit anderen Autos zu kollidieren. Autoscooter stammen aus den frühen 1920er Jahren. Autoscooter-Kollisionen sind in der Regel erschütternder als Bumper-Boote.
Die Arrow Development Company, später bekannt als Arrow Dynamics, war der ursprüngliche Hersteller und Patentinhaber des Bumper Boats. Arrow wurde 1946 von Edward Morgan und Karl Bacon, als Hersteller von Karussells und anderen Fahrgeschäften, gegründet. Der Erfolg des Unternehmens nahm Fahrt auf, als Walt Disney es anheuerte, um viele der ursprünglichen Fahrgeschäfte von Disneyland zu bauen, wie z. B. Snow White's Adventures und Casey Junior Circus Train. Im Laufe der Jahre entwickelte sich das Unternehmen nach und nach hauptsächlich zu einem Achterbahnhersteller. Es ging 2001 in Konkurs. Des rivalisierenden Fahrgeschäftshersteller S&S Power kaufte in diesem Jahr Arrow und führt S&S Arrow heute als Division weiter. Es stellt hauptsächlich Achterbahnen her.
Eine weitere Idee, die während des Jahrzehnts der 1930er Jahre hervorgebracht wurde, waren die „Dodgem Motor Boats“. Wie das Dodgem-Auto wurden die Boote vom Betreiber gefahren und boten zwei Erwachsenen Platz. So wie der Dodgem vielen die erste Gelegenheit gegeben hatte, „hinter dem Steuer eines Autos“ zu sitzen, gaben die Boote vielen die erste Chance, ein Motorboot zu steuern. Stromlinienförmig und glatt im Aussehen, wurden die Motorboote entworfen, um Fahrer und Passagier das Gefühl einer Luxusfahrt in einem See oder in einer Lagune zu geben.
Eine kurze Augenzeugenbeschreibung der für diese neue Fahrt gebauten Boote wurde im Juli 1932 verfasst:

„Ich besuchte Amesbury mit Markey und sah mir sein neues Dodgem-Boot an, welches sehr gut aussah. Es ist deutlich länger als der Wasserscooter von Lusse [Firma] und nach einem anderen Prinzip gebaut. Diese sind alle aus Holz. Dies sollte sich, wenn es zufriedenstellend funktioniert, als sehr schönes Boot erweisen.“

Sicherlich wurde die aufwendigste frühe Bootsinstallation 1933 für die Chicagoer Weltausstellung durchgeführt. Eine weitere aufwändige und denkwürdige Dodgem-Bootsinstallation wurde sechs Jahre später für die New Yorker Weltausstellung 1939 gebaut. Für diese nationale Veranstaltung hat sich die Dodgem Corporation mit der Philadelphia Toboggan Company (PTC) zusammengetan. Gemeinsam betrieben sie nicht nur eine Bootsfahrt, sondern auch zwei Dodgem-Autofahrten. Sowohl Dodgem als auch PTC sollten gleiche Anteile haben. Zwei Gebäude im Wert von 27.500 US-Dollar sollten von der PTC errichtet und an sie verpfändet werden, und Dodgem sollte fünfzig Autos im Wert von 20.000 US-Dollar liefern. Für die Bootsfahrt war PTC offenbar für den Bau eines Kanals verantwortlich. Wie viele Boote gebaut wurden oder wie profitabel die drei Fahrten waren, ist unklar.
Über die Popularität von Bootsfahrten berichtete William Ford, der nach dem Ende des Bootswahns für die Lusse Company arbeitete:

„Sie [Bootsfahrten] waren bis und nach dem zweiten Weltkrieg sehr beliebt, als Betreiber mehr Platz wünschten und die erforderlichen Seen und künstlichen Lagunen loswerden mussten. Außerdem stiegen die Gaspreise und die Gesetze zur Bekämpfung der Umweltverschmutzung, die ihnen [Parkbesitzern] wegen des schmutzigen Wassers in den Lagunen aufgezwungen wurden…“

Beweise deuten darauf hin, dass Dodgem zum Zeitpunkt des Krieges nicht mehr im Bootsgeschäft tätig war. Eine teure Fahrt zu installieren, auszustatten und zu warten, insbesondere wenn eine künstliche Lagune erforderlich war. Die Dodgem-Motorboote waren nicht dazu bestimmt, die herausragende Leistung zu liefern, die die Autos bewiesen.
Aufwändige Bootsfahrten kehrten nicht in die Vergnügungsparkszene zurück, bis Walt Disney und die Entwicklung von Themenparks in den späten 1950er und frühen 1960er Jahren begannen, Schaufelradfahrzeuge und andere große Boote wieder auf große künstliche Wasserstraßen zu bringen.

## Bumper Boats heute
Mehrere Unternehmen stellen auch heute noch Bumperboote her. Zu diesen Unternehmen gehören Barcachoc Bumperboats, J&J Amusements, Foster Manufacturing Corporation und Bumper Boats Inc. Die heutigen Bumper Boats beinhalten einige zusätzliche Funktionen, wie zum Beispiel montierte Wasserkanonen zum Abschießen von gegnerischen Bootsfahrern.

## Bumper Boat Action

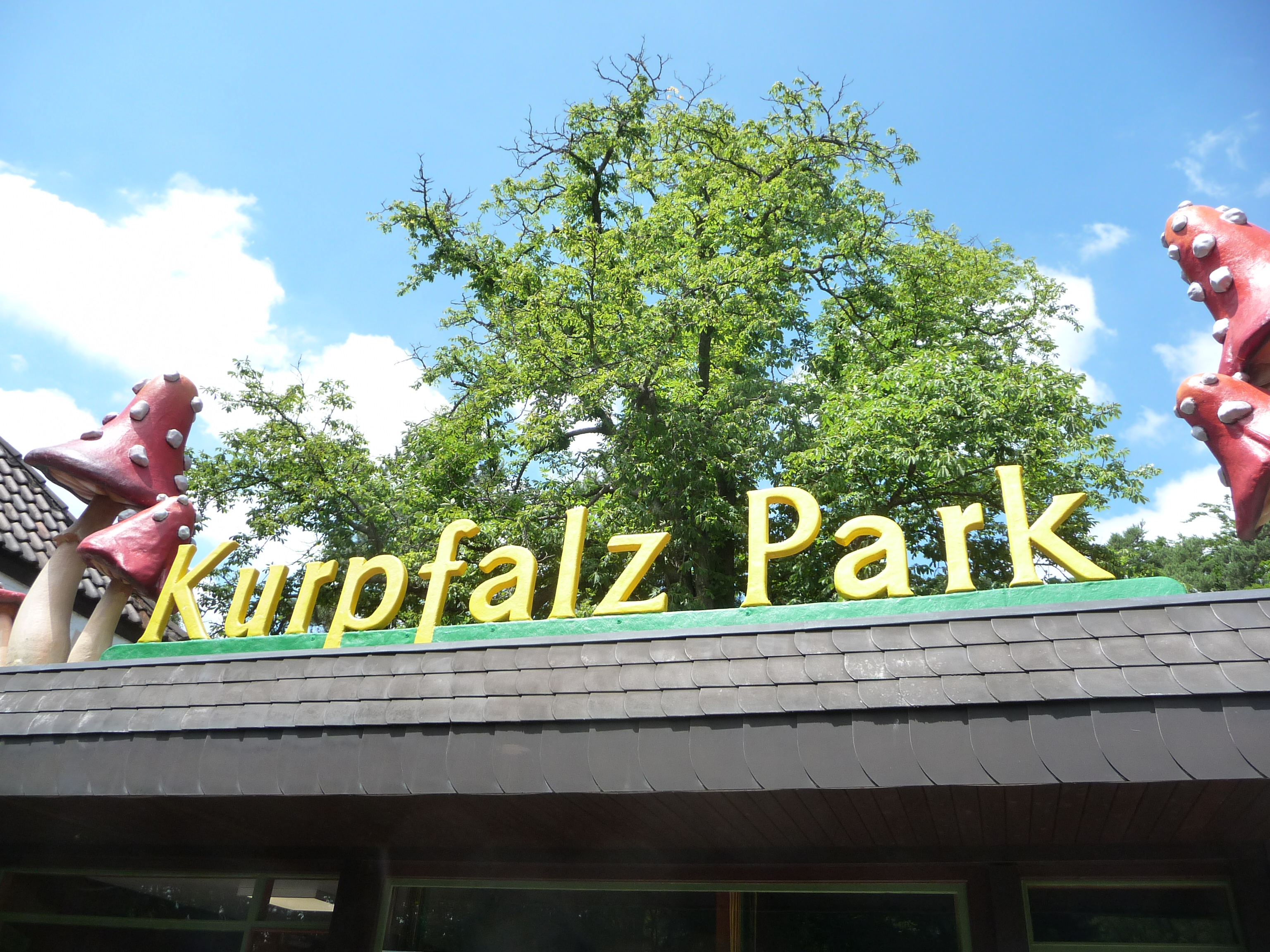
Kurpfalz-Park

- Kölner Mediapark[3]
- Kurpfalz-Park[4]
- Freizeitpark-Welt[5]